# نبرد ولجه
جنگ وَلَجَه سومین جنگ از رشته جنگ‌های صدر اسلام است که بین ایران و اعراب به وقوع پیوسته‌است. این جنگ در ماه آوریل سال ۶۳۳ میلادی در محلی به نام ولجه و به فرماندهی خالد بن ولید رخ داده‌است. این جنگ بعد از جنگ زنجیر و جنگ رودخانه به وقوع پیوسته‌است.

## مکان ولجه

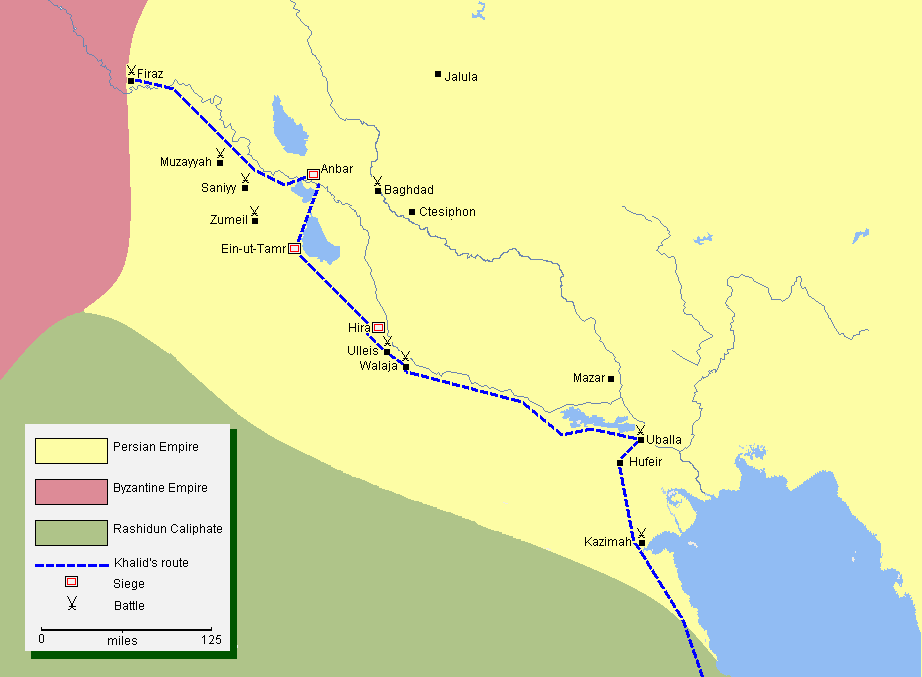
نقشهٔ جنگ‌های خالد بن ولید در عراق. برای بهتر دیدن محل جنگ ولجه بر روی تصویر کلیک کنید.

«ولجه» موضعی بوده‌است، میان استان کشتگر (شکل عربی‌شده: کسکر) در ناحیه خشکی و در جانب شرقی نهروان. در ولجه و مجاور نهر آبی که به رود دجله می‌ریزد، جنگ ولجه درگرفته‌است.

## مقدمات جنگ
دربار ایران با آگاهی از شکست سپاه ایران در جنگ مذار به یکی از امرای عرب حیره به نام اندرزگر که تبعیت ایران را پذیرفته بود، دستور داد تا خود را برای رویارویی با خالد آماده سازد. بعد از جنگ مذار کسانی از اعراب که مسیحی نصرانی بودند و جزو رعیت ایران به‌شمار می‌آمدند در این زد و خوردها طبعاً جانب ایران را گرفتند و این نکته عصبیت قومی اعراب را تجدید کرد. باری خالد از مذار به جانب استان کشتگر رفت و در آنجا در موضعی به نام ولجه که در حدود واسط بود با دسته‌ای از سپاهیان ایران که سالارشان اندرزگر بود برخورد. در این محل گذشته از لشکریان ایران عده‌ای از اعراب بکر بن وائل که در بحرین نیز با مسلمانان جنگیده بودند، به‌ویژه کسانی از بنی عجل که دین نصاری داشتند، با خالد به جنگ برخاستند.

## جنگ ولجه
اندرزگر با پنجاه هزار سپاهی خود را به عراق رسانید و در کنار رود دجله فرود آمد. یکی دیگر از سرداران ایرانی بنام هزارسوار نیز از تیسفون آهنگ عراق کرد. جنگ سختی روی داد و خالد هزار سوار را بکشت. گویند بعد از کشتن او هم در میدان جنگ خوردنی خواست، از آنکه سه روز بود تا از این اندیشه که با چنین دلاوری در جنگ چه خواهد کرد، هیچ نخورده بود. جنگ ولجه سخت و خونین شد. کسانی که خالد به کمین نشانده بود، برآمدند و هزیمت بر ایرانیان افتاد. گویند از ایرانیان، بسیاری در این جنگ کشته شدند.

## نگارخانه

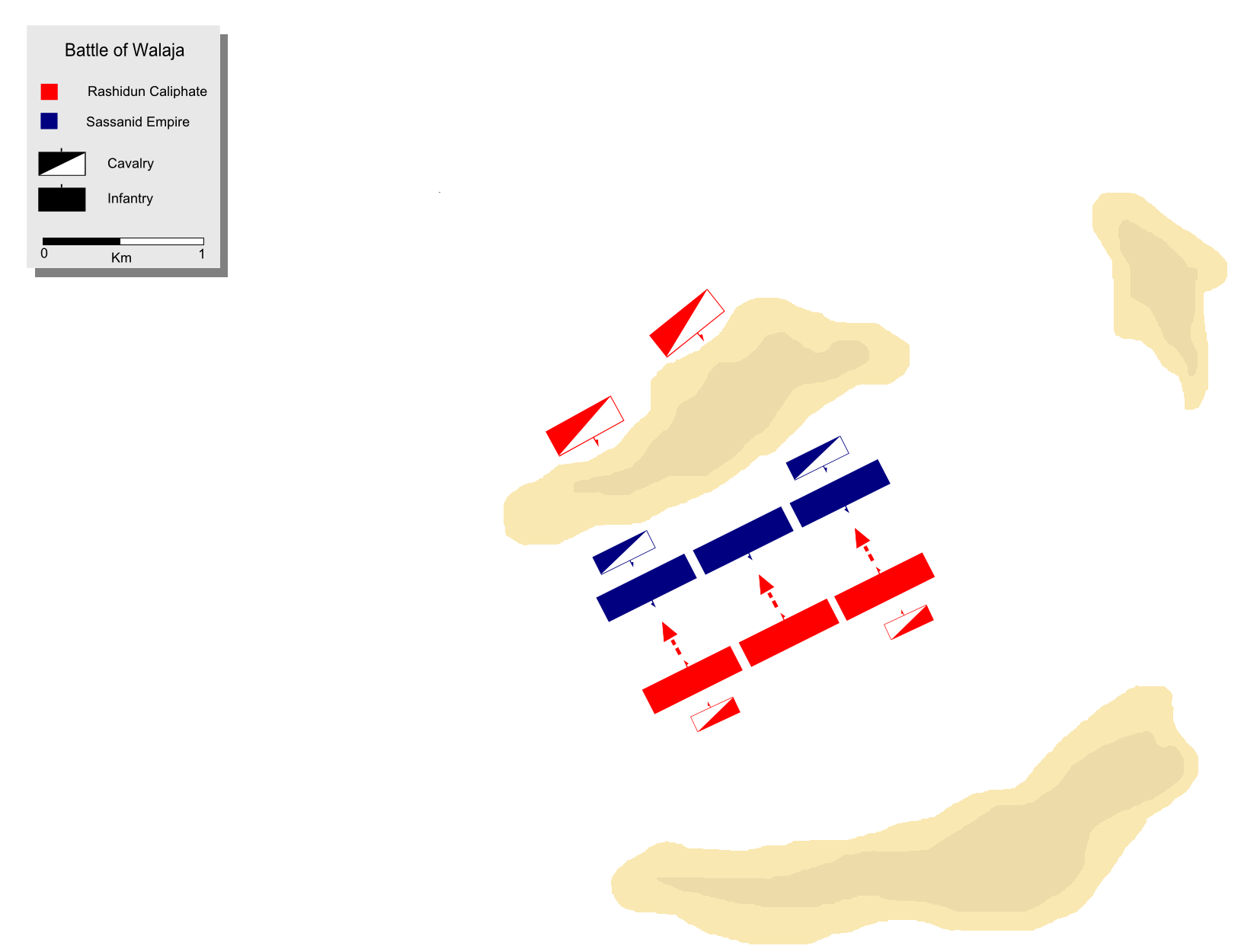
مرحله نخست: مسلمانان به ساسانیان هجوم می‌برند.
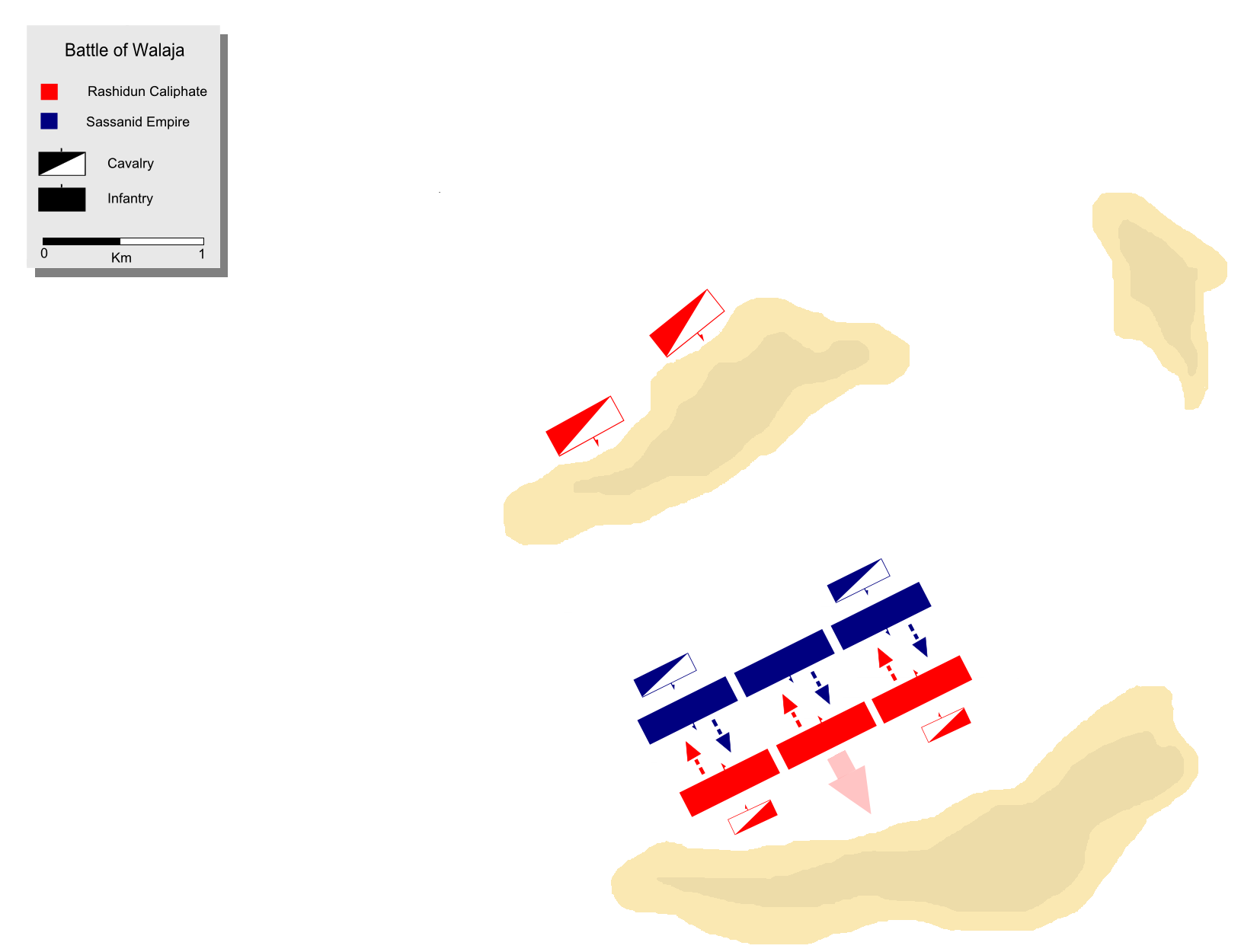
مرحله بعدی: ساسانیان به هجوم واکنش می‌دهند، خالد نیز دستور می‌دهد به آرامی به عقب بروند تا سپاه ساسانی را در بربگیرند.
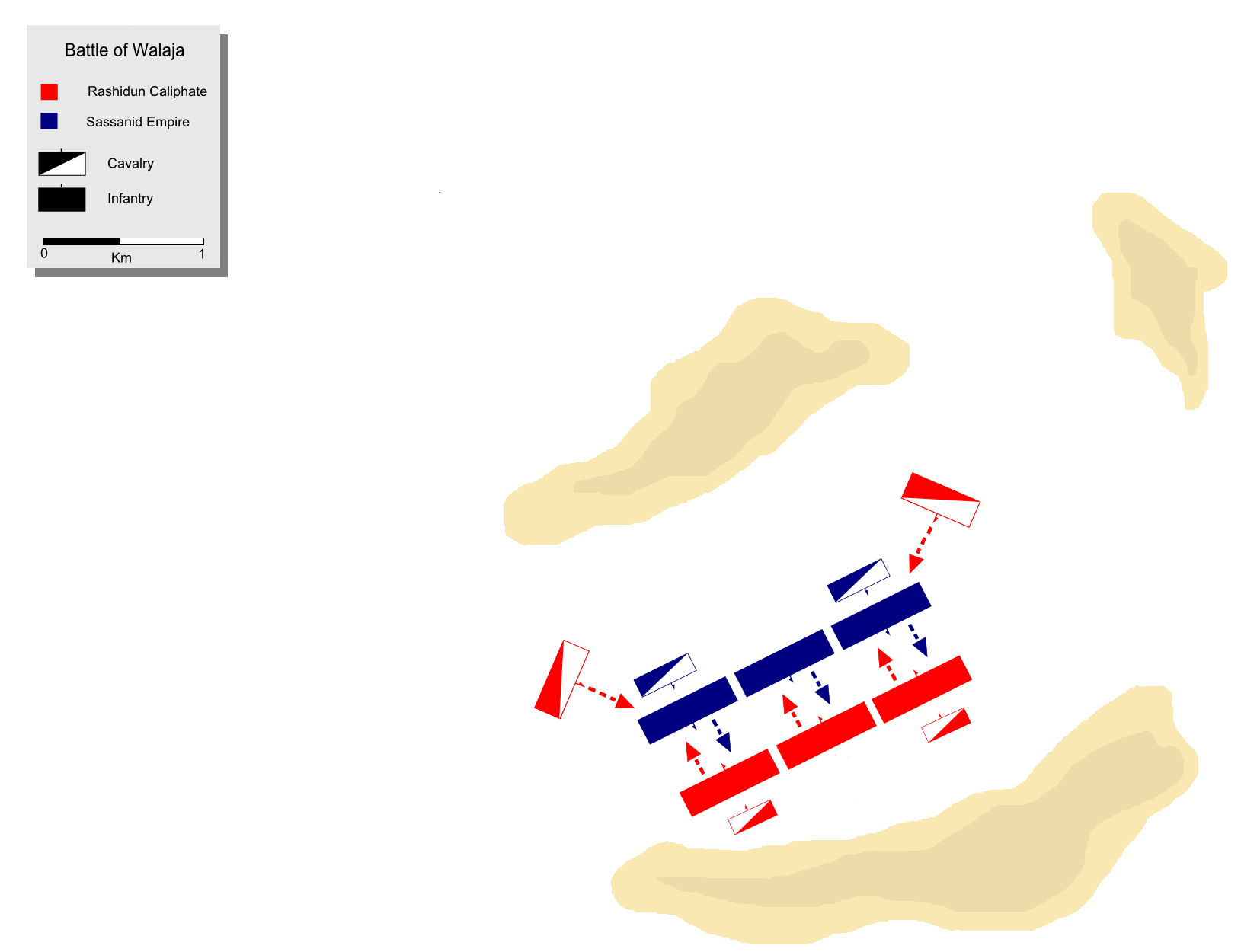
اسب‌سواران کمین به دو بال و پشت ارتش ساسانی حمله می‌کنند.
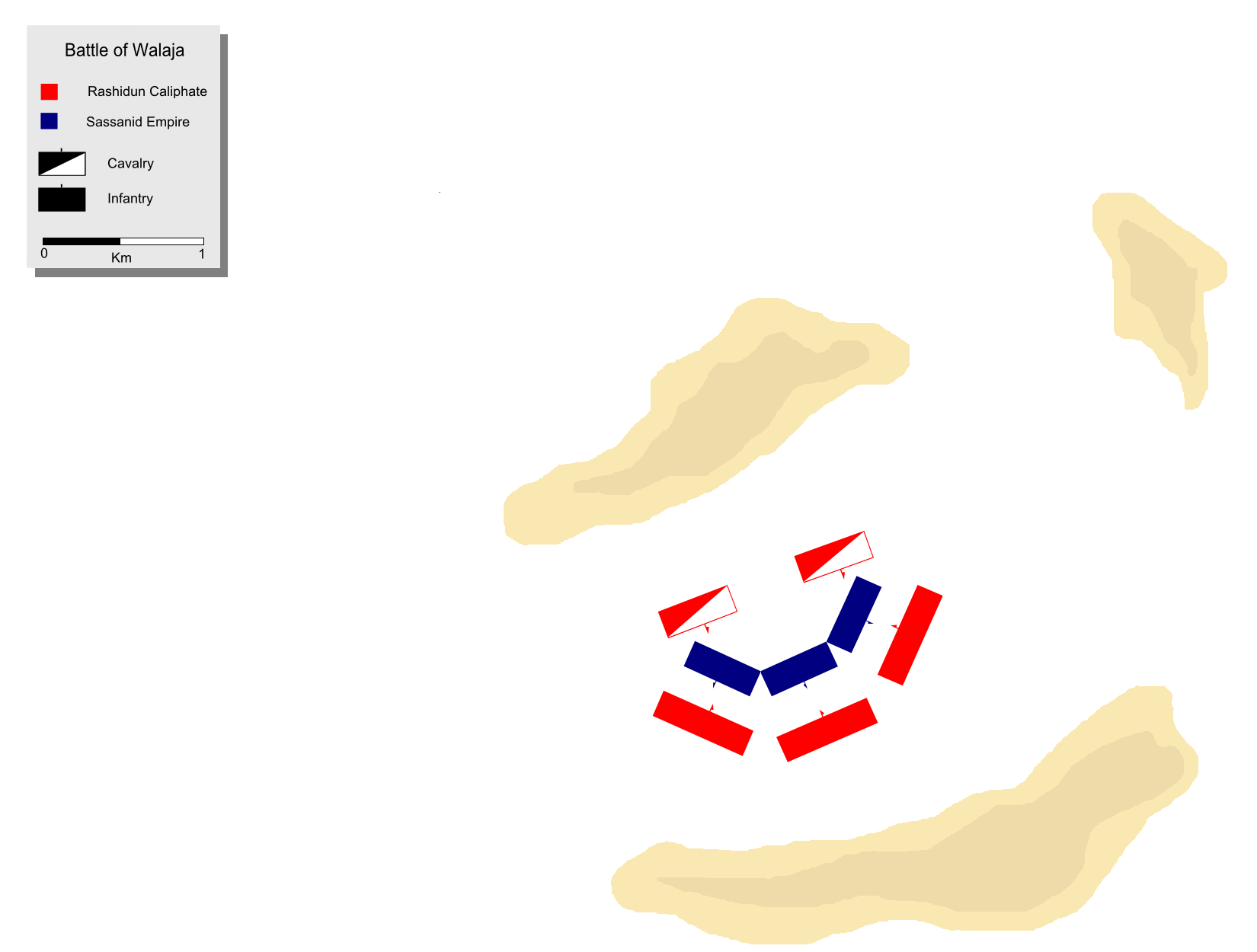
پیاده‌نظام و اسب‌سواران مسلمان از هرطرف به ارتش ساسانی هجوم می‌برند.